# Lijst van geregistreerde aanduidingen voor Provinciale Statenverkiezingen (Utrecht)
Hieronder staat een lijst van geregistreerde aanduidingen voor Provinciale Statenverkiezingen in de Nederlandse provincie Utrecht.
Het stelsel dateert van 1989 (het jaar van inwerkingtreding van de Kieswet). De aanduidingen worden door het centraal stembureau van de provincie in een register ingeschreven; zij worden vervolgens gepubliceerd in de Staatscourant.
Een organisatie die een aanduiding heeft laten registreren in het landelijke register voor de Tweede Kamerverkiezingen is tevens gerechtigd met deze aanduiding zonder nadere registratie deel te nemen aan verkiezingen voor de Provinciale Staten.
Een organisatie die een aanduiding heeft laten registreren in het provinciale register is tevens gerechtigd met deze aanduiding zonder nadere registratie deel te nemen aan gemeenteraadsverkiezingen in die provincie.
Kleurcodering
-  is in de zittingsperiode 2019-2023 vertegenwoordigd in de Provinciale Staten van Utrecht;
-  is in het verleden vertegenwoordigd geweest in de Provinciale Staten;
-  heeft deelgenomen aan verkiezingen voor de Provinciale Staten zonder een zetel te behalen;
-  heeft niet deelgenomen aan verkiezingen voor de Provinciale Staten;[b]
-  is ingeschreven ná de laatst gehouden verkiezingen voor de Provinciale Staten.

| Registratie- nummer | Huidige of laatste aanduiding     | Vorige aanduiding(en)                                         | Ingeschreven     | Geschrapt     |
| ------------------- | --------------------------------- | ------------------------------------------------------------- | ---------------- | ------------- |
| -                   | de Inwonerspartijen               |                                                               | 11 december 1998 | 7 april 2003  |
| -                   | Leefbaar Provincie Utrecht        |                                                               | 10 december 2002 | [ c ]         |
| -                   | Een gratis computer voor iedereen |                                                               | 10 december 2002 | 7 april 2003  |
| -                   | Mooi Utrecht                      |                                                               | 21 december 2006 | 20 april 2015 |
| -                   | Provincie@Inwonersbelangen        | Platform Lokale Partijen Utrecht (PLU) (tot 23 december 2014) | 4 januari 2011   | [ c ]         |
| -                   | StemNL                            |                                                               | 23 december 2014 | 20 april 2015 |
| -                   | U26 GEMEENTEN                     |                                                               | 7 januari 2019   |               |
| -                   | ZWARTE PIET IS ZWART              |                                                               | 11 januari 2023  |               |